# Petrovice (Morávia-Silésia)
Petrovice é uma comuna checa localizada na região de Morávia-Silésia, distrito de Bruntál‎.